# گیلارلو
گیلارلو روستایی است که در استان اردبیل، شهرستان گرمی، بخش مرکزی، دهستان اجارودغربی قرار دارد. نام این روستا از طایفه ترک زبان گیلار که در عربی به صورت جلایر آمده، مشتق شده‌است.

## جمعیت
بر اساس سرشماری سال ۱۳۸۵ جمعیت این روستا ۳۴۱ نفر با ۶۵ خانوار بوده‌است.